# Boso III van La Marche
Boso III van La Marche (overleden in 1091) was van 1088 tot 1091 graaf van La Marche. Hij behoorde tot het huis Périgord.

## Levensloop
Boso III was de zoon van graaf Adelbert II van La Marche en diens echtgenote Ponce. In 1088 volgde hij zijn overleden vader op als graaf van La Marche.
Tijdens zijn bewind raakte hij in vete met het graafschap Angoulême en in 1091 belegerde Boso hun burcht in Confolens. Tijdens de strijd om de burcht werd Boso III dodelijk getroffen door een pijl.
Boso was ongehuwd en kinderloos gebleven. Het was vervolgens de bedoeling dat zijn zus Almodis en haar echtgenoot Rogier Poitevin het graafschap La Marche zouden erven. Rogier Poitevin, een Normandische edelman met bezittingen in Engeland, verbleef echter samen met zijn echtgenote in Engeland. Zijn oom Odo I bestreed echter hun erfrechten met de steun van de graven van Angoulême en nam zelf de macht in het graafschap La Marche over.  